# Mark VIII
De Mark VIII, ook wel Liberty genoemd, is een zware Britse tank uit de Eerste Wereldoorlog.

## Achtergronden
Naarmate de oorlog voortduurde werden er steeds zwaardere eisen gesteld aan het productievermogen van de Entente. Veel leden van dat bondgenootschap hadden echter slechts een zeer geringe industriële capaciteit. Dat gold vooral voor Rusland, dat weliswaar een overvloed aan arbeidskrachten en grondstoffen bezat, maar te onderontwikkeld was om dat potentieel effectief te benutten. Eigenlijk waren alleen het Verenigd Koninkrijk en Frankrijk belangrijke industriestaten. Dat laatste land had echter 70% van zijn zware industrie verloren toen in 1914 ook het midden van het gewest Lotharingen door de Duitsers bezet werd. Met de grootste moeite werden er in het zuiden van Frankrijk nieuwe industrieën op poten gezet, maar dat bleek niet voldoende om te voorkomen dat eigenlijk alleen Engeland zijn capaciteit echt kon uitbreiden. Hierdoor kwam noodgedwongen veel van het pantserstaal om Franse tanks te bouwen uit Engeland. Die uitbreiding werd weer bedreigd door een tekort aan arbeidskrachten en een torenhoog oplopende staatsschuld.
Toen op 6 april 1917 de Verenigde Staten van Amerika, de grootste schuldeiser, Duitsland de oorlog verklaarden, zagen de Britten dat dan ook als een godsgeschenk. Alles moest gedaan worden om de financiële en industriële middelen van de nieuwe bondgenoot zo goed mogelijk voor de oorlogsinspanning aan te wenden. Tennyson d'Eyncourt, de directeur marinescheepsbouw, zat met spanning te wachten hoe de gebeurtenissen zich zouden voltrekken. Niet omdat hij zich bekommerde om de scheepsproductie - de Britse vloot had geen moeite de Duitse in toom te houden. Maar hij was sinds 1915 ook betrokken bij de tankproductie. Juist daar lagen enorme kansen. De Amerikanen waren immers koploper bij de productie van motorvoertuigen. Samen met de man die direct voor de productie van tanks verantwoordelijk was, de directeur van het Mechanical Warfare Department: luitenant-kolonel Albert Stern, probeerde hij een houding te vinden tegenover de Amerikanen. Eerst overwogen ze zelf snel een delegatie naar Amerika te zenden om zo de Fransen de loef af te steken en de leiding van het hele proces over te nemen. Bij nader inzien leek een dergelijke gretigheid toch wat te brutaal en men besloot initiatieven van Amerikaanse kant af te wachten.
In de zomer van 1917 deden de Amerikanen de eerste toenaderingspoging. Maar zowel Stern en d'Eyncourt waren er zeer verbaasd over. Net zoals in 1915 bij de Britten zelf gebeurd was, nam de marine het voortouw: het Amerikaanse Korps Mariniers informeerde naar de nieuwste Britse tankontwikkelingen op het gebied van zware tanks. Het meest geavanceerde project dat de Britten op dat moment hadden lopen was de Mark VI. Stern gevoelde echter een grote twijfel aangaande het vermogen van juist dit ontwerp om de Amerikanen te enthousiasmeren. Het was te veel gebouwd binnen de beperkingen die de Britse industriële capaciteit aan ieder ontwerp oplegde. Voorkomen moest worden dat het zou teleurstellen of zelfs afschrikken. Stern deed hierom alsof er net een heel nieuw project opgestart was dat hij, weinig origineel, maar de Mark VIII noemde (er was al een Mark VII - project). De Amerikanen nu, werden van harte uitgenodigd hieraan deel te nemen en zouden alle ruimte krijgen er hun opvattingen in te laten doorklinken. De Amerikaanse delegatie was diep geroerd door zoveel gastvrijheid en kameraadschappelijkheid. Na ontvangst van hun enthousiaste rapporten stond de marine al op het punt een klein legertje ingenieurs de oceaan over te zenden, toen in Washington het ministerie van oorlog lucht kreeg van het gebeuren. Men beval een legerofficier het feitelijke ingenieurswerk te laten doen - daarvoor werd majoor H.W.Alden uitgekozen die met het Britse team te Dollis Hill de eerste ontwerptekeningen produceerde van de nieuwe tank.

## International Tank
Ondertussen was ook het Amerikaanse leger volop bezig met het bepalen van wat precies zijn taak moest zijn in Frankrijk. De Franse en Britse legers hadden het liefst gezien dat zij zelf Amerikaanse rekruten in hun gelederen hadden kunnen opnemen, maar de Amerikanen stonden erop zelfstandig een apart leger te vormen. Ze hadden berekend daarvoor vijf eigen zware tankbataljons nodig te hebben en bestelden hiervoor in oktober 600 stuks van de Mark VI. Verder betwistte het leger de functionaliteit van de plannen van de mariniers om ook een tankmacht op te richten. Dit leidde tot een enorm conflict dat zich nog lang zou voortslepen: de mariniers hebben nog steeds eigen tanks.
Een ander conflict was er tussen de Fransen, Britten en Amerikanen onderling. Op 4 maart 1917 was er een afspraak gemaakt tussen de Britten en de Fransen, maar die moest nu opnieuw onderhandeld worden samen met de nieuwe partner. Wie zou wat produceren voor wie?
De man die deze problemen moest oplossen was opnieuw Albert Stern, begin november in de functie benoemd van International Commissioner for Mechanical Warfare. Hij was toch al vrij voor de nieuwe taak, want zojuist door Winston Churchill ontslagen als directeur van het Mechanical Warfare Department. Churchill, zelf op zijn beurt zojuist benoemd tot Minister of Munitions (minister voor bewapening), kon niet anders want de politieke druk was te groot geworden om Stern eindelijk de verantwoordelijkheid te laten dragen voor zijn falen om de productie van een sterk verbeterde Mark IV op tijd in gang te zetten. Stern werd dus weggepromoveerd en verscheen met brieven van aanbeveling voor Churchills tegenhanger, Louis Loucheur, en de Amerikaanse opperbevelhebber generaal John J.Pershing. Bij de eerste besprekingen maakte Loucheur Stern duidelijk dat Frankrijk maar weinig zou kunnen bijdragen aan de productie van zware tanks. Men hield zich dus maar aan de eerdere afspraak uit februari om Frankrijk zich te laten concentreren op de productie van de lichte FT-17 en zelfs die kon alleen succesvol zijn door voortdurende Britse staalleveranties. Dit zou ook de tank zijn die de VS in eigen land konden produceren, want hij was door Renault speciaal ontworpen voor massaproductie door de auto-industrie. Wat betreft de zware tanks kwamen de VS en het Verenigd Koninkrijk bilateraal een tienpuntenplan overeen, dat op 11 november aan Churchill voorgelegd werd:
- Samen zouden beide landen minstens 1500 zware tanks bouwen in Frankrijk.
- Mocht Frankrijk een aantal van deze tanks nodig hebben dan konden ze geleverd worden maar alleen als de oorlogssituatie dat vereiste.
- Frankrijk mocht bijdragen door het ter beschikking stellen van bestaande faciliteiten - maar anders zou men een heel nieuwe fabriek construeren.
- Pantser, bewapening en munitie zouden door de Britten geleverd worden, het aandrijfmechanisme door de Amerikanen.
- Beiden zouden samenwerken bij het ontwerp met als doel een sterk verbeterde tank.
- Majoor Alden zou voor de Kerst de ontwerptekeningen klaar hebben; de Britten zouden hem daarbij alle medewerking verlenen.
- Tekorten aan ongeschoolde arbeidskracht zouden opgevangen worden door het toelaten van Chinezen.
- In april 1918 zou de productie beginnen, oplopend tot 300 tanks per maand.
- Het project zou een hoge prioriteit hebben.
- Het directe management zou gevoerd worden door een Britse en een Amerikaanse commissaris met raadpleging van de Fransen waar hun belang in het geding was.

Begin december keurde Churchill het plan goed. Stern werd benoemd tot de Britse commissaris en majoor James A.Drain tot de Amerikaanse. Op 4 december was er het eerste overleg over het ontwerp, dat in handen werd gelegd van een speciale commissie. Op 19 januari 1918 werd er een speciaal verdrag getekend door de Amerikaanse ambassadeur, Walter Page, en de Britse minister van buitenlandse zaken, Arthur Balfour. Het verdrag bevestigde de afspraak van 1500 te bouwen tanks (tegen een prijs van 5000 pond per stuk), maar stelde daarvoor als streefdatum het eind van het jaar, een wel uiterst ambitieuze doelstelling! Nog opmerkelijker was de eis dat de te bouwen fabriek in de loop van 1919 in staat moest zijn tot een maandproductie van 1200. De hele Britse maandproductie over 1918 was ongeveer 150.
In december nam Stern de beslissing om naast de productie in Frankrijk ook de Britse industrie over te laten schakelen op de nieuwe tank. De Mark VI zou dus helemaal niet gebouwd worden. Hiermee werd de Mark VIII een standaard en officieel erkend als de eerste Internationale Tank.

## Beschrijving

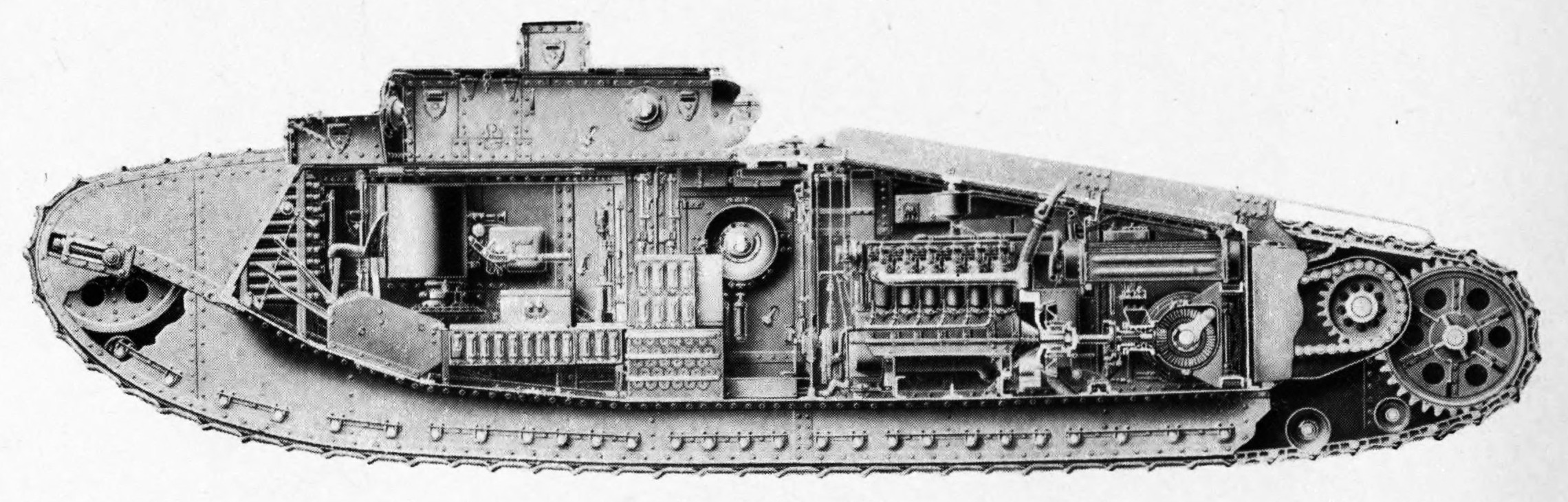
Een opengewerkte Mark VIII

Hoewel de Mark VIII in plaats van de Mark VI in productie werd genomen, is de invloed van dat andere project duidelijk zichtbaar: ook de Mark VIII heeft een meer afgerondere voorkant dan de eerdere Britse tanks; de rupsbanden zijn breder; er bevindt zich een gevechtskazemat die samengevoegd is met de bestuurderscabine boven op de romp. In bepaalde opzichten is hij ouderwetser: de hoofdbewapening - twee 57 mm kanonnen, bevindt zich nog steeds in barbettes aan de zijkanten en de gevechtskazemat zit ver vooraan. Alden ontwierp een nieuw zwenksysteem voor de barbettes zodat de bemanning ze zelf in de romp kon terugklappen om door Duitse versperringen heen te glippen. Het meest moderne aan de tank is wel dat het principe van de boxtank verlaten wordt: niet langer staat de motor midden in een hoofdruimte. Een apart motorcompartiment aan de achterkant huist de krachtige 300 pk V12 Liberty vliegtuigmotor, waar de Amerikanen gemeenlijk de hele tank naar noemen. Ondanks een tot 16 mm verdikte bepantsering die het gewicht op 37,6 ton brengt, kan de tank daarmee toch 8,5 km/u bereiken. De motor blijft evenwel van binnenuit bereikbaar via een loopgang voor reparaties. De transmissie is epicyclisch met twee versnellingen vooruit en twee achteruit en omklemt de brandstoftank van 909 liter.
Om loopgraven te overschrijden is de tank enorm lang gemaakt: 10,42 meter. Met een hoogte van 3,13 meter en een breedte van 3,76 meter ontstaat zo een zeer fors voertuig, op zijn tijdgenoot de Char 2C na, de grootste operationele tank uit de geschiedenis. Doordat de rompbreedte zonder de barbettes zo'n 30 centimeter minder is dan bij de Mark V en de rupsbanden zo breed zijn, is de gevechtsruimte opvallend smal - in feite is de lengte-breedteverhouding op de grens van de bestuurbaarheid: de tank is zeer lastig te keren en de rupsbandschakels moeten verlengd en versterkt worden om verdraaiing van de hele band te voorkomen. Desalniettemin wordt het voertuig geacht om naast een bemanning van twaalf ook nog twee dozijn bepakte infanteristen mee te kunnen nemen!
De barbettes dragen alleen kanonnen. De enige machinegeweren aan de zijkant bevinden zich in de zijdeuren. Daarnaast zijn er vijf in de gevechtskazemat: één aan beide kanten van de chauffeur en één in de overige zijden. Omdat de plaatsing van het motorcompartiment een post aan de achterzijde uitsluit, is er op de achterkant een verhoogde driehoekige afketsingsplaat aangebracht. Door hier op te vuren kan de schutter de dode hoek overwinnen: de kogels ricocheteren dan richting grond of loopgraaf. De Amerikanen zijn van plan om in plaats van de luchtgekoelde Hotchkiss het watergekoelde Browning - machinegeweer aan te brengen.
De plaatsing van de bemanning is als volgt: de chauffeur zit in zijn eentje voorin. Op een verhoogd plateau dat gevormd wordt door een gedeelte van de munitieopslag (totaal: 208 granaten en 13.848 kogels) staan de commandant (die een eigen uitkijkje heeft) en vijf machinegeweerschutters. In iedere barbette zit een schutter en een lader. De mecanicien beweegt zich tussen dit alles door.

## Productieperikelen

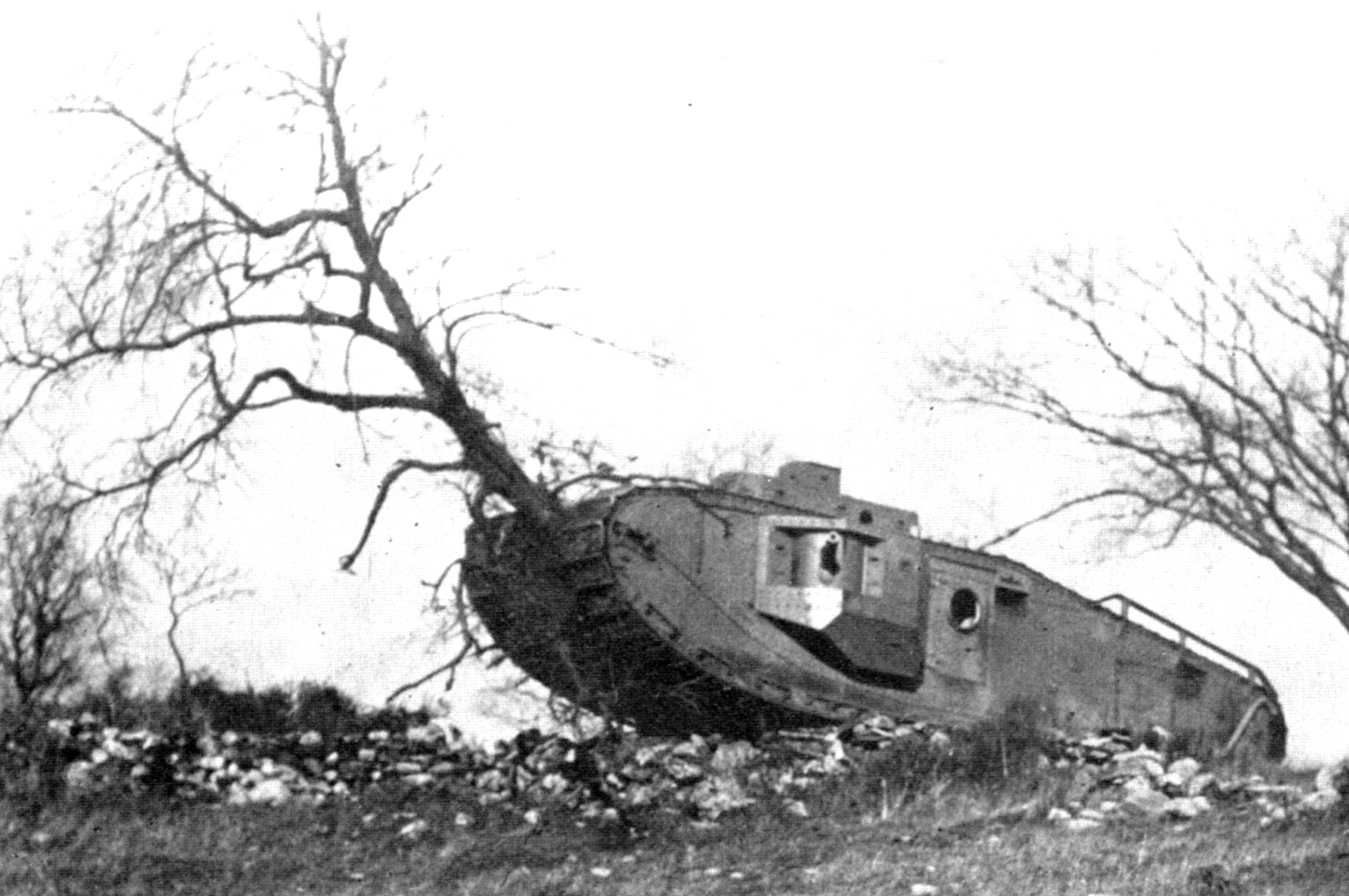
Het Amerikaanse prototype van de Liberty Tank rijdt in november 1918 een boom omver

Hoewel de Fransen niet van plan waren veel aan de productie van de Mark VIII bij te dragen, betekende dat niet dat ze geen belangstelling voor de nieuwe tank hadden. Integendeel: ze beseften terdege dat hun eigen productiecapaciteit tekortschoot om een effectief aantal van de Char 2C te produceren. Een van de belangrijkste redenen om toch aan de bouw van deze tank te beginnen was dat juist het vrijwel zekere mislukken van dat project hun een excuus zou geven om bij de bondgenoten die andere zware tank af te gaan troggelen. Ze hoopten er zo'n 700 los te praten voor het voorjaarsoffensief van 1919, als het even kon zonder er iets voor te betalen. Dan zouden die tanks er natuurlijk wel moeten zijn.
Van het plan een bestaande faciliteit om te bouwen kwam niets terecht. De Amerikanen wilden de bouw van een gloednieuwe fabriek in het midden van Frankrijk te Neuvy-Pailloux. Een Britse firma werd hiervoor ingehuurd. Hoewel het plan voorzag in een eerste levering vanaf april, was de fabriek in de zomer nóg niet gereed. De Amerikanen besloten toen maar snel over te gaan tot de productie van een extra 1500 voertuigen in eigen land. Daarvoor bleken er echter in heel de Verenigde Staten niet voldoende pantserstaalproducenten te vinden die niet al door de marine gecontracteerd waren. Toen werden de vrijgemaakte middelen maar ingezet voor de Franse fabriek. Een tweede firma werd ingeschakeld in augustus. Pas in november was de fabriek aan productie toe - en toen was de oorlog voorbij.
Maar zelfs als de fabriek wél op tijd voltooid zou zijn geweest, had men niet met de bouw van tanks kunnen beginnen. Om te beginnen waren er grote problemen met de modificatie van de Liberty-motor doordat men dure stalen zuigers door goedkope gietijzeren wilde vervangen. Ook de massaproductie van dit essentiële onderdeel ging pas in de herfst van start. Nog erger waren de coördinatieproblemen bij het voltooien van een prototype. De eerste romp, van ongehard staal, was pas gereed in juli en werd toen naar de VS gezonden om daar te worden voorzien van het aandrijfmechanisme. Aangezien dat dus nog niet klaar was, bouwde Locomobile Automobile Co. in Bridgeport, Connecticut, maar een enkel systeem volgens de specificaties. Op 28 september was de inbouw gereed; het officiële testprogramma begon op 31 oktober. Toen pas werd de bewapening uit Engeland verscheept, een lading van twee kanonnen en tien Hotchkiss machinegeweren (die de Amerikanen dus niet wilden gebruiken).
Ondertussen was het Britse productieprogramma sneller van start gegaan. Nu de Liberty niet beschikbaar was, besloot men maar een 300 pk (tot V12 verdubbelde) Ricardo-motor te gebruiken. Er werd een bestelling geplaatst voor 1500 tanks bij North British Locomotive Company, Beardmores en Metropolitan. Alleen de eerste fabriek kwam nog aan productie toe van een prototype en 24 serievoertuigen. Omdat de verlengde Ricardo ook al niet op tijd af was, gebruikte men een Rolls-Royce V12-motor. Het prototype werd op 11 november getest. De meeste andere voertuigen gingen meteen naar de schroothandel, maar vijf werden er overgedragen aan het trainingscentrum te Bovington.
De Amerikaanse beproevingen doorstond de tank overigens glansrijk en het onderzoeksrapport beval het gebruik van de nieuwe tank van harte aan. Er werd besloten er 100 in dienst te nemen en de Britten leverden na de oorlog hiervoor het pantser en het Rock Island Arsenal te Illinois construeerde deze tanks in 1919 en 1920 voor $35.000 per stuk.

## Operationele geschiedenis

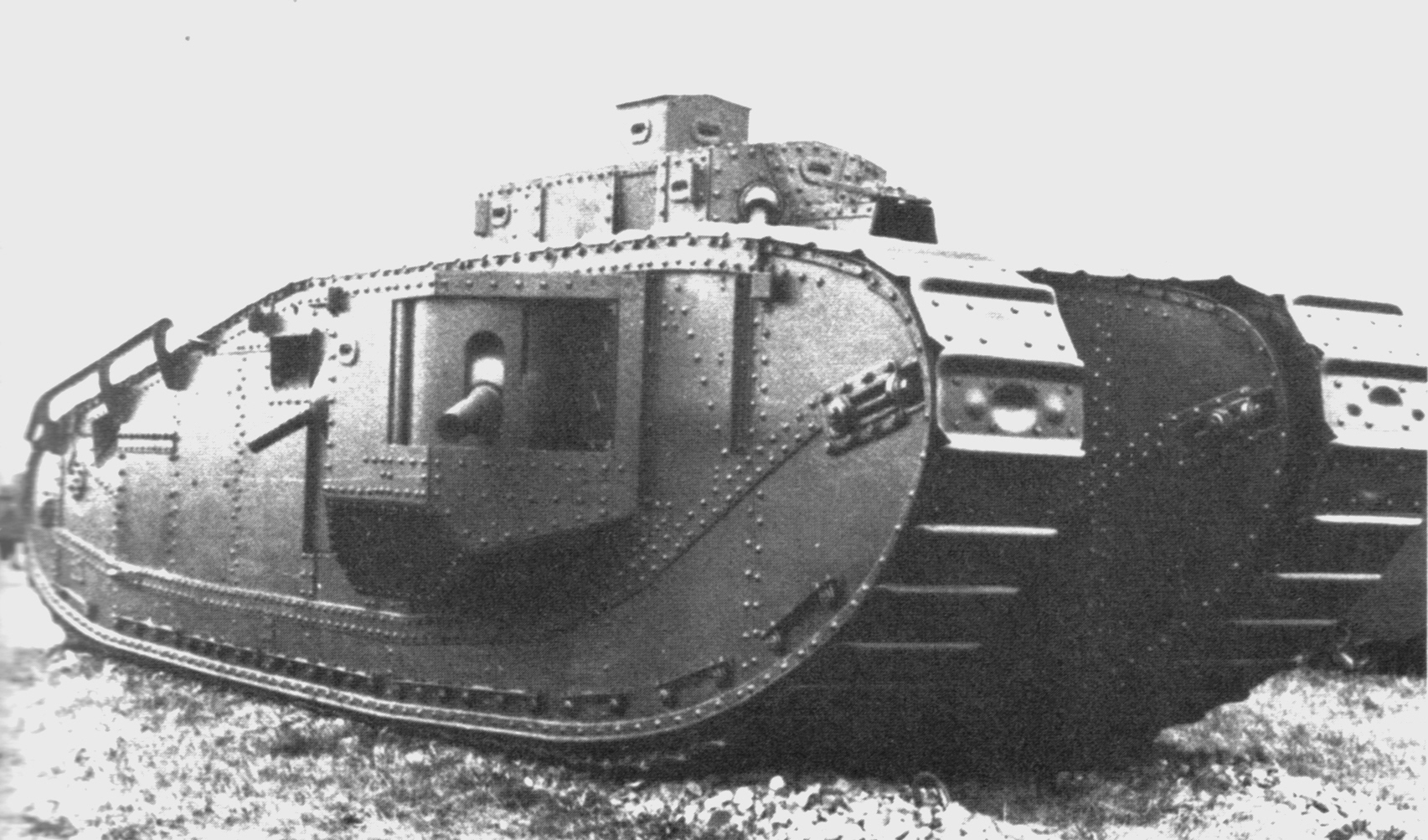
Het seriemodel van de Liberty Tank in 1920

Met de tanks werd een enkel regiment uitgerust gelegerd in Aberdeen, Maryland: het 67e Infantry (Tank) Regiment. De wat eigenaardige benaming van dit onderdeel vloeit voort uit het feit dat vanaf 1922 tanks in de VS wettelijk verplicht waren deel uit te maken van het Wapen der Infanterie (niet dat dit de cavalerie ervan weerhield tanks in hun organisatie op te nemen - maar die noemde men dan combat cars). De Amerikanen bemanden hun tanks met tien man; de beide machinegeweren aan de zijkanten van de kazematopbouw werden weggelaten. Deze tanks lieten een diepe indruk achter. Iedere officier die iets met de Liberty van doen had gehad, verliet het onderdeel met het rotsvaste besluit nooit meer een tank te accepteren die te zwaar was en niet voldeed aan de minimale eisen van betrouwbaarheid. In de Tweede Wereldoorlog zou dit nog leiden tot een grote weerstand tegen de vervanging van de M4 Sherman door een zwaarder type.
Van 1932 tot 1934 werden de laatste tanks uitgefaseerd na een jarenlange vergeefse strijd via een eindeloze reeks modificaties tegen verder mechanisch verval. De voertuigen gingen in opslag; maar in 1940, toen Canada een tankwapen wilde heropbouwen maar geen tanks uit het moederland kon verkrijgen, werd een negentigtal samen met een groot aantal FT-17's tegen schrootwaarde als trainingstank verkocht.

## Mark VIII*
In de loop van 1918 werden de bouwtekeningen voorbereid voor een versie met verbeterd overschrijdingsvermogen: de Mark VIII* (Star). Dit model zou zich tot de Mark VIII verhouden als de Mark V* tot de Mark V en dus een verlengd chassis hebben - maar deze keer zou die lengte gevonden worden door het onderstel met drie meter uit te rekken: vier voet aan de voor- en zes voet aan de achterkant. Het gewicht zou stijgen tot 42,5 ton. Het is bij plannen gebleven. Het moderne inzicht doet ons beseffen dat het geval op zachte grond, als de compenserende extra kromming zou zijn weggezakt, alleen nog maar in een rechte lijn had kunnen rijden. Iedere poging een bocht te maken zou geresulteerd hebben in het afwerpen van de rupsband.

## Omschakeling
De enorme productiecapaciteit voor tanks tegen al even enorme schulden opgebouwd, werd niet omgeschakeld tot een vredesproductie, zoals na de volgende wereldoorlog de toen verdubbelde industriële productie in de VS de basis legde voor de huidige welvaart van het Westen. Men liet haar gewoon verloren gaan, uit angst nog grotere schulden te maken. Aangezien het in de hele wapenindustrie zo gebeurde, leidde dit tot een gigantische recessie, gevolgd door een slepende schuldencrisis die weer de opmaat zou zijn tot de Grote Depressie van de jaren dertig die op haar beurt de volgende wereldoorlog naderbij zou brengen.

## Heden
In het Tankmuseum van Bovington bevindt zich de laatste van de vijf Britse Mark VIII's; jarenlang stond hij als publiekstrekker naast de ingang van het museumgebouw.
In Amerika staat een Liberty in het postmuseum van Fort Mead, in Maryland. Een tweede exemplaar wordt bewaard in de nabijgelegen Aberdeen Proving Ground; het gaat hier om een exemplaar dat in 1929 gebruikt werd voor het uittesten van koelsystemen die op beide zijkanten van het motorcompartiment geplaatst waren.

### Aanvullende Tabel Anglo-American Mark VIIILiberty
| Waadvermogen            | 86 cm  |
| Klimhoek                | 84%    |
| Klimvermogen            | 1,37 m |
| Overschrijdingsvermogen | 4,88 m |
| Bodemvrijheid           | 53 cm  |